# Eckhard Meise

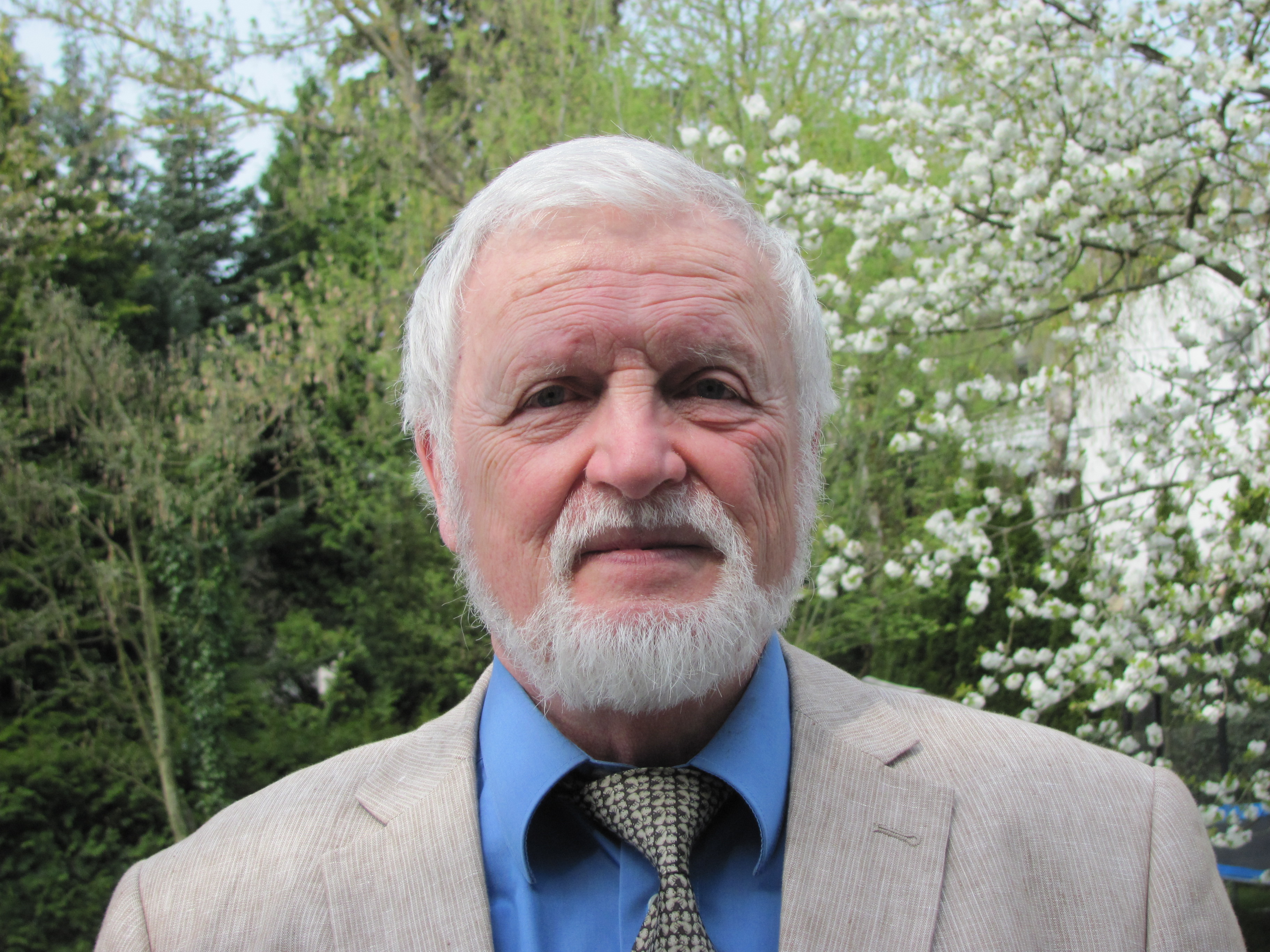
Eckhard Meise (2013)

Eckhard Gustav Fritz Meise (* 17. Oktober 1940 in Hanau) ist ein deutscher Altphilologe und Historiker.

## Leben
Eckhard Meise wurde als drittes Kind des aus Herford stammenden Studienrats Dr. Wilhelm Meise und seiner Ehefrau Margarete, geb. Boos, geboren. Sein Vater kam am Ende des Zweiten Weltkriegs ums Leben. Er wuchs bei seinem Großvater auf, Gustav Boos, damals Pfarrer in Kesselstadt, und besuchte die Hohe Landesschule in Hanau. Nach dem Abitur 1960 studierte an der Johann Wolfgang Goethe-Universität in Frankfurt am Main Latein, Geschichte, Politik, Klassische Archäologie und Philosophie. 1966 legte er das erste Staatsexamen ab. Während zweier Assistentenjahre am Frankfurter Seminar für Alte Geschichte folgte das 2. Staatsexamen 1968 und die Promotion bei Konrad Kraft zu dem Thema Untersuchungen zur Geschichte der Julisch-Claudischen Dynastie. Seit 1970 war er Lehrer für Latein, Geschichte, Gesellschaftskunde und Politik an der Karl-Rehbein-Schule in Hanau, wo er bis zu seiner Pensionierung 2003 unterrichtete.
Im Ehrenamt leitete er seit 1977 mit Unterbrechungen bis 2000 als Vorsitzender den Hanauer Geschichtsverein, dessen Ehrenvorsitzender er heute ist. In diese Zeit fiel auch die Neugestaltung des Historischen Museums Hanau nach dem Brand des Schlosses Philippsruhe 1984, an der er mitwirkte.
In seiner wissenschaftlichen Arbeit hat er sich vor allem durch Forschungen zur Geschichte der Juden in Hanau hervorgetan. Er trat mit zahlreichen Beiträgen im Neuen Magazin für Hanauische Geschichte, den Hanauer Geschichtsblättern und in anderen Publikationen hervor.

## Mitgliedschaften
- Historische Kommission für Hessen
- Kommission für die Geschichte der Juden in Hessen

## Auszeichnungen
- Bürgerplakette der Stadt Hanau (2000)
- August-Gaul-Plakette (2006)
- Bundesverdienstkreuz am Bande (2012)
- Hessischer Verdienstorden am Bande (2020)

## Schriften

### Monografien
- Untersuchungen zur Geschichte der Julisch-Claudischen Dynastie = Vestigia 10. München 1969.
- Hanauer Geschichtsverein (Hg.): 675 Jahre Altstadt Hanau. Festschrift und Katalog zur Ausstellung im Historischen Museum Hanau, Schloß Philippsruhe. Hanau 1978. - Darin auch zahlreiche Katalogbeiträge.
- Alt-Hanauer Postkartenalbum. Hanau 1979.
- Konversion und Assimilation. Taufen von Menschen fremder Konfessionen in Hanau bis ins 19. Jahrhundert = Hanauer Geschichtsblätter 37, 1999.
- Der Jüdische Friedhof in Hanau = Hanauer Geschichtsblätter 42 = Schriften der Kommission für die Geschichte der Juden in Hessen XXI. Hanau / Wiesbaden 2005. (Mitherausgeber)

### Aufsätze
- Für jede Gemeinde einen Totenhof. Historische Friedhöfe Hanau. In: Kulturregion Frankfurt Rhein-Main (Hg.), o. J., S. 180f.
- Der Sesterz des Drusus mit den Zwillingen und die Nachfolgepläne des Tiberius. In: Jahrbuch für Numismatik und Geldgeschichte 16, 1966, S. 7–21.
- Johann Adam Bernhard und sein Bericht über die Anfänge der Stadt Hanau. In: 675 Jahre Altstadt Hanau. Festschrift und Katalog zur Ausstellung im Historischen Museum Hanau, Schloß Philippsruhe. Hanau 1978, S. 53–74.
- Frühere Hanauer Stadtjubiläen In: 675 Jahre Altstadt Hanau. Festschrift und Katalog zur Ausstellung im Historischen Museum Hanau, Schloß Philippsruhe. Hanau 1978, S. 84–108.
- Eine Gedenkmedaille zum Hanauer Stadtjubiläum. In: Neues Magazin für Hanauische Geschichte 6, Nr. 6, 1978, S. 173–175.
- Die Mauerreste im Schloßgarten-Teich. Hanauer Anzeiger 29. April 1978.
- Aus den Akten der Fürstlich Hessen-Hanauischen Rentkammer (1763–1769). Zugleich ein Beitrag zur Topographie der Altstadt. In: Neues Magazin für Hanauische Geschichte 7, Nr. 1, 1979, S. 28–46.
- Zur Nachprägung eines Hanauer Talers aus dem Jahre 1609.  In: Neues Magazin für Hanauische Geschichte 7, Nr. 1, 1979, S. 55–60.
- Hanau und Hanau-Lichtenberg. In Alfred Matt (Hg.): Comté de Hanau-Lichtenberg 1480–1980. In: Société d’Histoire et d’Archéologie de Saverne et Environs 111-112, 1980, S. 51–54.
- Zur Nachprägung eines Hanauer Talers aus dem Jahre 1638. In: Neues Magazin für Hanauische Geschichte 7, Nr. 2, 1980, S. 95–103.
- Zur Nachprägung eines Hanauer Talers aus dem Jahre 1664. In: Neues Magazin für Hanauische Geschichte 7, Nr. 3, 1981, S. 121–127.
- Die Grabplatten im Schiff der Marienkirche zu Hanau. Hanauer Geschichtsblätter 28, 1982, S. 93–164.
- Zur Nachprägung zweier Hanauer Münzen aus den Jahren 1695 und 1721.  In: Neues Magazin für Hanauische Geschichte 8, Nr. 1, 1984, S. 34–45.
- Ein Begräbnis im Jahre 1760. In: Hen Donath (Hg.): Marienkirche Hanau. Festschrift. Hanau 1984, S. 55f.
- Politische Propaganda im Altertum. Zur Ausstellung des Hanauer Geschichtsvereins im Deutschen Goldschmiedehaus. Hanauer Anzeiger vom 14. Januar 1985
- Ausgrabungen an der Friedenskirche. In: Evangelische Kirchengemeinde Hanau-Kesselstadt (Hg.): Unsere Gemeinde 1, 1985, S. 9.
- Kesselstadt. In: 125 Jahre Turnverein Kesselstadt. Festschrift. Hanau 1985, S. 19–37.
- Fassaden und Ruinen in Wilhelmsbad. In: Neues Magazin für Hanauische Geschichte 8, Nr. 6, 1986, S. 311–320.
- 1813. 1848. 1871. Deutsche Träume In: 150 Jahre Turngemeinde Hanau 1837. Festschrift. Hanau 1987, S. 19–24.
- Der Dreißigjährige Krieg und Hanau. In: 350 Jahre Lamboyfest. Hanau 1986, S. 11–71. - Ohne Abbildungen auch in: Magistrat der Stadt Hanau / Wallonisch-Niederländische Gemeinde / Hanauer Geschichtsverein (Hg.): Auswirkungen einer Stadtgründung. Festschrift und Ausstellungskatalog Hanau 1997, S. 86–121.
- Das Altstädter Rathaus zu Hanau als Sitz des Kurfürstlichen Landgerichts (1822–1850). Zugleich ein Beitrag zur Geschichte der Hanauer Behörden im Vormärz. In: Hanauer Geschichtsblätter 30, 1988, S. 557–590.
- Erinnerungen an die Revolution. In: Hanau im Vormärz und in der Revolution 1848/49.  Begleitschrift zur Ausstellung im Historischen Museum Hanau, Schloß Philippsruhe. Hanau 1989, S. 71–78.
- Ludwig Rosenthal (1896–1988). Ein Nachruf. In: Neues Magazin für Hanauische Geschichte 9, Nr. 3, 1989, S. 222–226.
- Zur Problematik mündlicher Überlieferung. Neues Magazin für Hanauische Geschichte 9, Nr. 3, 1989, S. 261–263.
- Zwei lateinische Gedichte zum Preis Neuhanaus aus dem ersten Drittel des 17. Jahrhunderts.  In: Neues Magazin für Hanauische Geschichte 9, 1990, S. 328–333.
- Ein lateinisches Lobgedicht auf die Hanauer Grafen vom Ende des 16. Jahrhunderts. In: Neues Magazin für Hanauische Geschichte 1991, S. 7–13.
- Das Hanauer Ghetto öffnet sich ein wenig.  In: Neues Magazin für Hanauische Geschichte 1991, S. 14–19.
- Der älteste Grabstein auf Hanaus Deutschem Friedhof.  In: Neues Magazin für Hanauische Geschichte 1992, S. 39–48.
- Der Weg der Hanauer Juden zur bürgerlichen Rechtsgleichheit. In Fritz Canthal: Lebenserinnerungen eines jüdischen Unternehmers aus Hanau/Main. Bürgertum zwischen zwei Revolutionen. Hanau 1992, S. 12–13. - Auch in: Stadtzeit 2003, S. 12f.
- Die Schifferfamilie Bein und das Ende des Hanauer Marktschiffs. In: Hanauer Geschichtsblätter 31, 1993, S. 199–246.
- Die Schlacht bei Hanau am 30. und 31. Oktober 1813 und ihr historisch-politisches Umfeld. In: Die Schlacht bei Hanau 1813. Hanau 1993, S. 7–24.
- Wilhelmsbad 1911. In: Neues Magazin für Hanauische Geschichte 1993, S. 23–42.
- Hanau im Mittelalter und in der frühen Neuzeit. In: Führer zu archäologischen Denkmälern in Deutschland 27: Hanau und der Main-Kinzig-Kreis. Stuttgart 1994, S. 159–169.
- Zwei Hanauer Wappen vom Ende des 16. Jahrhunderts in Hörstein und ein lateinisches Gedicht des 18. Jahrhunderts zum Lob des Hörsteiner Weins. In: Neues Magazin für Hanauische Geschichte 1997, S. 35–57.
- Graf Philipp Ludwig II. und die Juden. Stadtzeit 1997, S. 93–95.
- Hanau und das Freigericht. Ein Nachtrag. In: Neues Magazin für Hanauische Geschichte 1998, S. 54–62.
- Die Hanauer Sparren im kurfürstlich sächsischen Wappen. In: Neues Magazin für Hanauische Geschichte 1998, S. 21–47.
- Die Hanau-Münzenberger Reichslehen nach einer Aufstellung des Jahres 1718.  In: Neues Magazin für Hanauische Geschichte 1998, S. 48–53.
- Jüdische Emanzipation. In: Stadtzeit 1998, S. 186f.
- Das Ende des Hanauer Marktschiffs. In: Stadtzeit 1998, S. 193f.
- Beginn der Dampfschiffahrt. In: Stadtzeit 1998, S. 195f.
- Drei Gemälde Moritz  Oppenheims im Eigentum des Hanauer Geschichtsvereins.  In: Neues Magazin für Hanauische Geschichte 2000, S. 104–121.
- Beerdigungen während der Hanauer Pest- und Belagerungszeit 1635/36. In: Neues Magazin für Hanauische Geschichte 2002, S. 22–39.
- Der Bericht des Johann Adam Bernhard über die Pestzeit und die Not der Hanauer während der Lamboyschen Blockade 1635/36, In: Neues Magazin für Hanauische Geschichte 2002, S. 40–44.
- Der Wedekindstein auf der Burg Hirschhorn. In: Neues Magazin für Hanauische Geschichte 2002, S. 45–53.
- Söhne der Stadt Hanau – die Brüder Grimm. In: Wirtschaftsstandort Hanau. Hanau 2002 / 2003, S. 131–132.
- Das Wappen der Altstadt Hanau. In: Neues Magazin für Hanauische Geschichte 2003, S. 5–9.
- Die Hanauer Judenfahne. In: Neues Magazin für Hanauische Geschichte 2003, S. 29–46.
- Herrschaftswappen in der Innenstadt. In: Neues Magazin für Hanauische Geschichte 2000, S. 74–103. - Auch Stadtzeit 2003,  S. 46–56.
- Die Hanauer Judenstättigkeit vom 28. Dezember 1603. In: Stadtzeit 2003, S. 236–242.
- Gewalt. In: Stadtzeit 2003, S. 233–235.
- Hanaus Jüdischer Friedhof. In Fritz Canthal: Lebenserinnerungen eines jüdischen Unternehmers aus Hanau/Main. Bürgertum zwischen zwei Revolutionen. Hanau 1992, S. 12–13. - Auch in: Stadtzeit 2003, S. 261f.
- Erinnerungen an das Jubiläum 1953: 650 Jahre Altstadt Hanau. In: Hanau-Info 2004, S. 125–129.
- Der Hanauer Geschichtsverein im Jubiläumsjahr 1978. In: Hanau-Info 2004, S. 130–141.
- Auch ein Jubiläum: Das Ende des Althanauer Schweinetriebs 1878. In: Hanau-Info 2004, S. 143–231.
- Zwei Brunnenbauten in Hanau: Fischbrunnen (1605) und Gerechtigkeitsbrunnen (1611) . In: Neues Magazin für Hanauische Geschichte 2004, S. 3–26.
- Der Christkindleinsmarkt der Hanauer Neustadt im 17. Jahrhundert. In: Neues Magazin für Hanauische Geschichte 2004, S. 27–48.
- Geschichte des Jüdischen Friedhofs in Hanau. In: Hanauer Geschichtsverein / Kommission für die Geschichte der Juden in Hessen (Hg.): Der Jüdische Friedhof in Hanau = Hanauer Geschichtsblätter 42 / Schriften der Kommission für die Geschichte der Juden in Hessen XXI. Hanau / Wiesbaden 2005, S. 23–153.
- Die Hausnamen der Hanauer Judengasse. In: Hanauer Geschichtsverein / Kommission für die Geschichte der Juden in Hessen (Hg.): Der Jüdische Friedhof in Hanau = Hanauer Geschichtsblätter 42 / Schriften der Kommission für die Geschichte der Juden in Hessen XXI. Hanau / Wiesbaden 2005, S. 191–266.
- Jüdisches Begräbniswesen zwischen Tradition und Anpassung. Die Leichenordnung für die Israeliten. In: Hanauer Geschichtsverein / Kommission für die Geschichte der Juden in Hessen (Hg.): Der Jüdische Friedhof in Hanau = Hanauer Geschichtsblätter 42 / Schriften der Kommission für die Geschichte der Juden in Hessen XXI. Hanau / Wiesbaden 2005, S. 267–284.
- Leopold Löwenstein, Max  Schwab und Hanau. In: Neues Magazin für Hanauische Geschichte 2005, S. 78–95.
- Das Wappen der vereinigten Städte Hanau. In: Neues Magazin für Hanauische Geschichte 2005, S. 41–77.
- Bernhard  Hundeshagen – kein Denkmalschutz im Hanau des frühen 19. Jahrhunderts. In: Neues Magazin für Hanauische Geschichte 2006, S. 3–62.
- Konservativismus und Modernität: Weiteres zum Gerechtigkeitsbrunnen der Altstadt Hanau. In: Neues Magazin für Hanauische Geschichte 2006, S. 63–105.
- Toleranz. Philipp Ludwig II. Graf von Hanau-Münzenberg und die Juden. In: Neues Magazin für Hanauische Geschichte 2007,  S. 1–57.
- Nachdenkliches zu den Brüdern Grimm. In: Neues Magazin für Hanauische Geschichte 2007, S. 130–167.
- Drei Grabsteine vom alten Deutschen Friedhof: Hanauer Familien im Umfeld der Grimms. In: Neues Magazin für Hanauische Geschichte 2007, S. 58–129.
- Hanaus alte Friedhöfe und die Sammlungen des Hanauer Geschichtsvereins. In: Neues Magazin für Hanauische Geschichte 2008,  S. 3–70.
- Elisabeth Schmitz – die Hanauer Jahre. In: Neues Magazin für Hanauische Geschichte 2008, S. 259–282.
- Hanau am Main (18 km östlich von Frankfurt) . – Beitrag für das Synagogue Memorial 2008.
- Der Französische Friedhof / Der Jüdische Friedhof Hanau.  In: Begraben – aber nicht vergessen. In: Wolfgang Arnim Nagel Stiftung (Hg.): Bekannte Persönlichkeiten auf Hanauer Friedhöfen. Hanau 2008, S. 22f.
- Juden in Kesselstadt.  In: Neues Magazin für Hanauische Geschichte 2009 II, S. 39–149.
- Die Landkarte ‚Comitatus Hanau’ und eine Kontroverse des 18. Jahrhunderts: Woher kommt der Name ‚Bulau’?  In: Neues Magazin für Hanauische Geschichte 2010, S. 9–43.
- Kurzer Überblick über die Geschichte der Hanauer Juden und ihrer Synagogen.  In: Neues Magazin für Hanauische Geschichte 2010, S. 44–102.
- Hanau im letzten Drittel des 16. Jahrhunderts: Sollen die Juden ausgewiesen werden?. In: Neues Magazin für Hanauische Geschichte 2022, S. 43–105.
- Die Windecker Synagoge in den Jahren um 1600. In: Neues Magazin für Hanauische Geschichte 2022, S. 142–148.

### Festschrift
- Hanauer Geschichtsverein (Hg.): Nachrichten aus einer unruhigen Zeit. Hanau in den ersten Jahrzehnten des 19. Jahrhunderts. Hanau 2016 (= Hanauer Geschichtsblätter 50), ISBN 978-3-935395-25-0